# Crobylanthe
Crobylanthe es un género con una especie de plantas con flores perteneciente a la familia Rubiaceae. 

## Especies
- Crobylanthe pellacalyx	(Ridley) Bremek.